# فهرست فیلسوفان چینی
این فهرست فیلسوفان چینی (انگلیسی: List of Chinese philosophers) است.

## فیلسوفان باستان

### فیلسوفان کنفوسیوسیسم
- کنفوسیوس، تأثیرگذارترین فیلسوف چینی تا کنون.
- دونگ ژونگ شو، کیهان‌شناسی یین و یانگ را در چارچوب اخلاقی کنفوسیوس ادغام کرد.
- گائوزی
- منسیوس، ایده‌آلیستی که بشریت ذاتاً خیرخواه را مطرح کرد.
- وانگ فو، مدل حکومت کنفوسیوس را تأیید کرد.
- وانگ مانگ، امپراتوری که به‌دنبال ایجاد یک جامعه هماهنگ بود.
- شونزی، از دیدگاه منسیوس جدا شد و استدلال کرد که اخلاق بیرونی است.
- یان هویی، شاگرد مورد علاقه کنفوسیوس و یکی از مورد احترام‌ترین چهره‌های کنفوسیوسی.
- زنگ زی
- ژنگ ژوان
- کئونگ چی
- چو هسی
- فهرست کنفوسیوس‌گرایان

### فیلسوفان دائوئیسم
- جی هنگ
- لائوتسه، بنیان‌گذار تائوئیسم و نویسنده دائو ده جینگ (کتاب راه).
- لی یوکو، گفته می‌شود که نویسنده کتاب دائوئیستی لی زی است.
- یانگ شیونگ
- ژانگ دائولینگ
- ژانگ جو
- ژوانگزی، شکاک عارف و نسبی‌گرا.
- فهرست تائوئیست‌ها

### فیلسوفان مکتب طبیعت‌گرایی چینی
- زو یان، تئوری‌های یین یانگ و پنج عنصر را ترکیب کرد.

### فیلسوفان موهیسم
- موزی، فایده‌گرا و بنیان‌گذار مکتب موهیسم.
- لو بان

### فیلسوفان قانون‌گرا
- گوان ژونگ، که اصلاحاتش باعث شد او را قانون گرا معرفی کنند، فلسفه واقعی او تا صد سال بعد رشد نکرد.
- چائو کو
- هان فیزی، ترکیب‌کننده نظریه‌های قانون‌گرایی.
- لی کوی
- لی سی
- شانگ یانگ
- شن بوهای
- شن دائو
- زی چان

### فیلسوفان یانگیسم
- یانگ ژو

### منطق‌دانان
- دنگ شی
- هوی شی، منطق‌دان نسبی‌گرا که بر ژوانگزی تأثیر گذاشت.
- گونگسون لانگ، منطق‌دانی که به خاطر پارادوکس‌هایش معروف بود.

### فیلسوفان کشاورز
- شو زینگ

### فیلسوفان سیاسی
- گویگوزی
- سو کین
- ژانگ یی
- یو یی
- لی ییجی

### فیلسوفان نظامی
- سون تزو
- سان بین

## فیلسوفان دوران امپراتوری

### فیلسوفان ژوانژو
- گوو شیانگ
- او یان
- وانگ بی، فیلسوف سه پادشاهی
- هفت حکیم بیشه بامبو
  - روان جی
  - جی کانگ
  - شان تائو
  - لیو لینگ
  - روان شیان
  - شیانگ شیو

### فیلسوفان بودیسم چان
- هوینگ، ششمین ایلخان بودایی مکتب چان (ذن) در چین، او مفهوم «بی ذهنی» را ایجاد کرد.
- لینجی یی ژوان، بنیان‌گذار فرقه لینجی از بودیسم چان (ذن) در چین، که شاخه‌ای از آن فرقه رینزای در ژاپن است.
- ژائوژو، استاد معروف چان (ذن) در قرن هشتم، به‌دلیل خرد خود مورد توجه قرار گرفت. به دلیل روش‌های آموزشی ظریف و استفاده از گونگان معروف شد.
- جیزانگ
- سنگژائو
- یی زینگ
- ژی دان
- ژوانزانگ
- هویوان

### فیلسوفان نئوکنفوسیوسیسم
- ژو دونی، برای جدایی‌ناپذیری متافیزیک و اخلاق استدلال کرد.
  - چنگ یی، با دیگر فیلسوفان دشمنی کرد و در نتیجه آثارش ممنوع شد.
  - چنگ هائو، برادر چنگ یی.
  - چو هسی، خردگرا و شخصیت برجسته مکتب اصول.
    - چن هونگمو، برای برابری نژادی و جنسی در محل آموزش استدلال کرد.
    - وانگ فوژی، معتقد بود که آموزه‌های کنفوسیوس تحریف شده است، بنابراین نظرات خود را نوشت.
    - وانگ یانگ‌مینگ، ایده‌آلیست و چهره برجسته مکتب ذهن.
      - لی ژی، نوعی نسبیت اخلاقی را موعظه کرد.
      - کیان دهونگ، مکتب ذهن یانگ مینگ را بیشتر توسعه داد.
      - شو آی، پیرو سرسخت وانگ یانگ‌مینگ.
      - هوانگ زونگشی، یکی از اولین نئوکنفوسیوسانی که بر ضرورت قانون اساسی تأکید کرد.
      - ژان رووشوی، دوست مادام‌العمر وانگ یانگ‌مینگ.
- هان یو، پیشرو نئوکنفوسیوس، مقاله‌نویس و شاعر.
- لو جیوئوان، رفتار اخلاقی را نتیجه بینش شهودی در ذات واقعیت می‌دانست.
- شائو یونگ، یکی از دانشمندترین مردان آن زمان.
- سو شی، نویسنده برجسته سلسله سونگ.
- یه شی، بر یادگیری عملی و به‌کارگیری آموزه کنفوسیوس در مسائل دنیای واقعی تأکید کرد.
- ژانگ زی، همه چیز از چی تشکیل شده است و این واقعیت همه چیز را توضیح می‌دهد.
- لای ژیده
- لی آئو
- لیو زونگژو، آخرین استاد نئوکنفوسیوس‌گرایی سونگ‌مینگ.

### فیلسوفان اکنفوسیوس اسلامی
- وانگ دایو
  - لیو ژی
  - ما زو

### فیلسوفان تحقیقات کائوژنگ
- وانگ فوژی
- گو یانو
- یان یوان
- دای ژن
- دوان یوکای
- جی شیائولان
- ژانگ ژوئچنگ
- روآن یوان
- کانگ یووی
- تان سیتونگ
- هنگ لیانگجی

## فیلسوفانی که نمی‌توان آن‌ها را دسته‌بندی کرد
- پان پینگ، از نئوکنفوسیوسیسم انتقاد کرد، در عوض بر جستجوی حقیقت در زندگی روزمره تأکید کرد.
- دای ژن، دو استدلال علیه نئوکنفوسیوسیسم ارائه کرد.
- فن ژن، ایده‌های تناسخ و دوگانگی جسم-روح را انکار کرد.
- هوان تان
- وانگ چونگ
- ما رونگ
- شن کوا
- زیمن بائو

## فیلسوفان مدرن
- فنگ یولان، یک عقل‌گرا که متافیزیک نئوکنفوسیوس، تائوئیست و غربی را ادغام کرد.
- جین یولین، پوزیتیویست و منطق‌دان.
- تو ویمینگ، اخلاق‌شناس.
- شیونگ شیلی
- ما ییفو
- مو زونگسان
- تانگ جونی
- خو فوگوان
- ژانگ دونگسون
- کارسون چانگ
- ژو گوپینگ
- تسانگ لاپ چوئن

## فیلسوفان فلسفه مارکسیستی چین
- مائو تسه‌تونگ
- دنگ شیائوپینگ
- وانگ رووشویی
- لی دا
- آی سیقی
- چن دوشیو
- کو کیوبای
- شی جین پینگ
- یانگ شیانژن
- یانگ رونگگو
- ژانگ شیینگ

## جستارهای‌وابسته
- فهرست فیلسوفان